# The Washington Times
The Washington Times é um jornal diário americano, publicado no formato standard em Washington, D.C., capital do país. Foi fundado em 17 de maio de 1982 pelo fundador da Igreja da Unificação, o coreano Sun Myung Moon (Reverendo Moon), e até 2009 foi subsidiado pela comunidade de fieis desta igreja. O Times, como é conhecido, é uma alternativa socialmente e politicamente mais conservadora do que oWashington Post.
No dia 7 de agosto de 2002, Constantine Menges publicou uma teoria conspirativa contra o Brasil no jornal The Washington Times, fazendo parecer que o Brasil era uma republiqueta na qual o presidente poderia atacar os Estados Unidos. Constantine Menges foi diretor para assuntos latino-americanos do Conselho de Segurança Nacional dos Estados Unidos em 1983. Anteriormente, entre 1981 e 1983, foi analista de informações da Central Intelligence Agency (CIA) para a América Latina. Desde esta época já pertencia ao Hudson Institute, think tank sediado em Washington, D.C. que reúne a nata do conservadorismo estadunidense.